# راشيل روبرتس (ممثلة)
راشيل روبرتس (بالإنجليزية: Rachel Roberts)‏ (و. 1927 – 1980 م) هي ممثلة مسرحية، وممثلة أفلام، من المملكة المتحدة، توفيت في لوس أنجلس، عن عمر يناهز 53 عاماً.

## التعليم
تعلمت في الأكاديمية الملكية للفنون المسرحية، في تخصص تمثيل، وجامعة ويلز.

## وصلات خارجية
- راشيل روبرتس على موقع IMDb (الإنجليزية)
- راشيل روبرتس على موقع الموسوعة البريطانية (الإنجليزية)
- راشيل روبرتس على موقع روتن توميتوز (الإنجليزية)
- راشيل روبرتس على موقع ألو سيني (الفرنسية)
- راشيل روبرتس على موقع تيرنر كلاسيك موفيز (الإنجليزية)
- راشيل روبرتس على موقع أول موفي (الإنجليزية)
- راشيل روبرتس على موقع قاعدة بيانات برودواي على الإنترنت (الإنجليزية)
- راشيل روبرتس على موقع قاعدة بيانات الأفلام السويدية (السويدية)
- راشيل روبرتس على موقع إن إن دي بي (الإنجليزية)
- راشيل روبرتس على موقع ديسكوغز (الإنجليزية)